# Krasnoludek

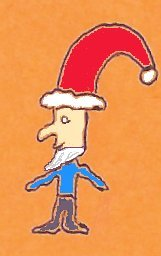
Współczesny obrazek krasnoludka

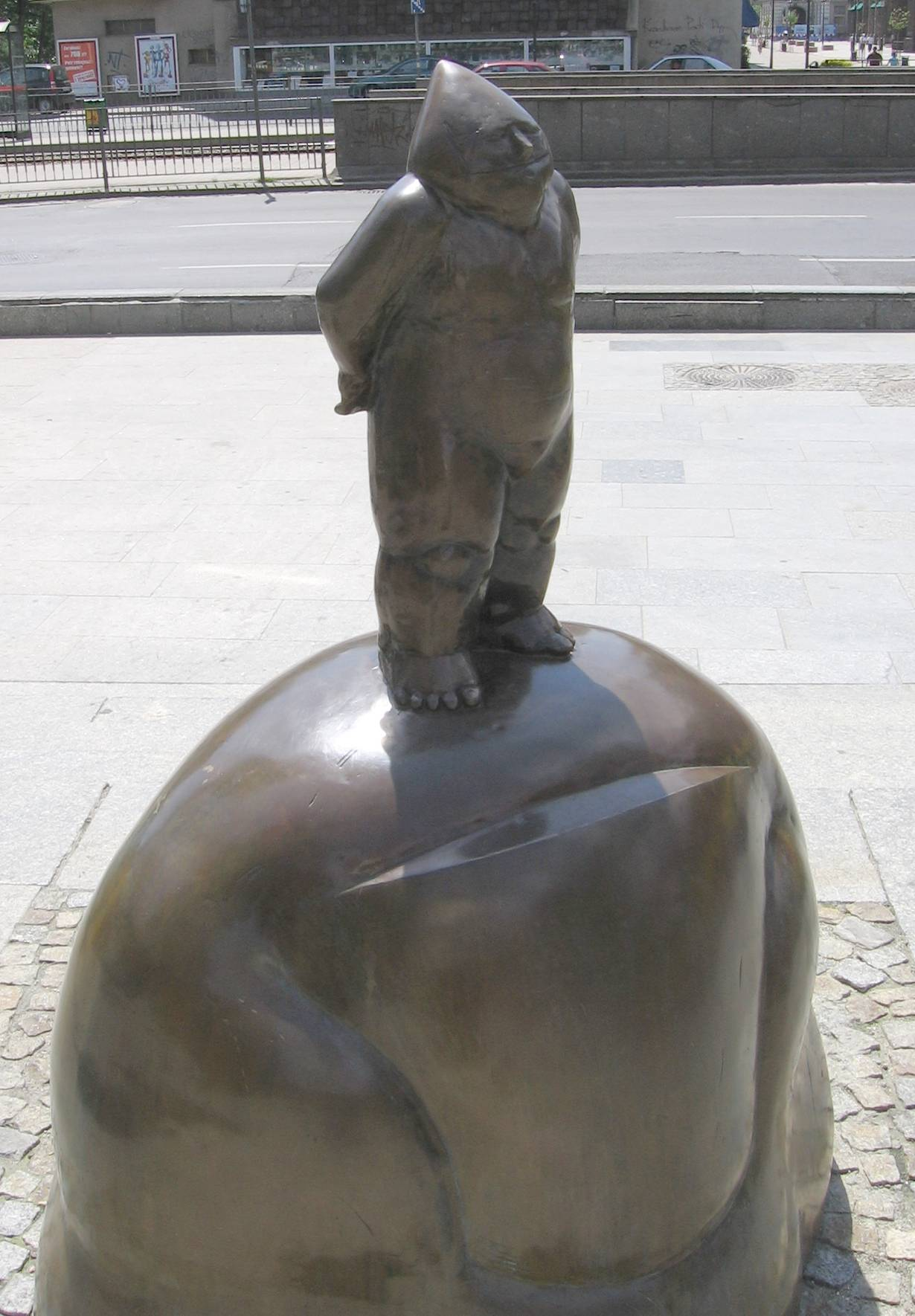
Papa Krasnal – pomnik Pomarańczowej Alternatywy we Wrocławiu

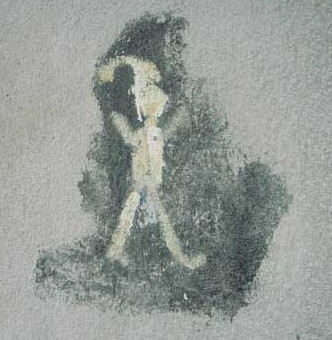
Krasnoludek Pomarańczowej Alternatywy namalowany na murze warszawskiej kamienicy

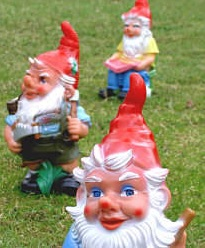
Krasnale ogrodowe

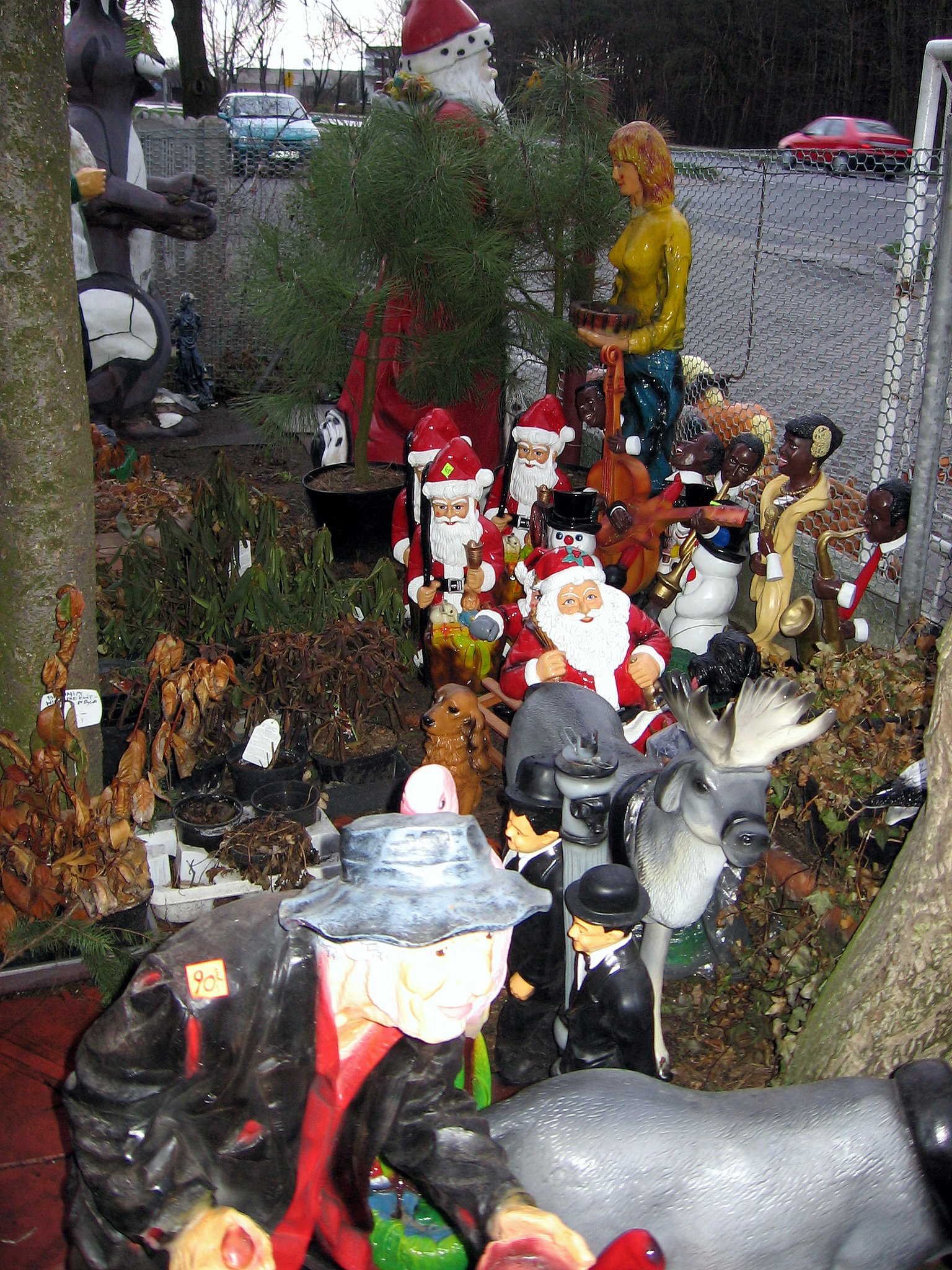
Handel krasnalami ogrodowymi w Nowej Soli

Krasnoludek, krasnal, gnom, skrzat – przyjazna ludziom istota pojawiająca się często w literaturze polskiej i zagranicznej, szczególnie w baśniach. Krasnoludki wyglądem przypominają małych ludzi. Przeważnie są przedstawiane w szpiczastych czerwonych czapeczkach, od koloru których pochodzi ich polska nazwa. Występują zarówno w baśniowej tradycji polskiej, jak i innych narodów europejskich.

## Korzenie ludowe
W folklorze krasnoludki, zwane także kraśniętami, skrzatami, ubożętami, podziomkami lub inkluzami, to niewielkie istotki, opiekuńcze duszki domowe. Wywodzono je z dusz przodków lub zmarłych niemowląt. Źródłosłów nazwy jest dyskusyjny, człon krasny- zazwyczaj wiąże się z kolorem noszonych przez nie kubraczków i czapeczek, ale możliwe jest też jego tłumaczenie jako „piękny” lub „tłusty, tęgi”. Za dnia chowały się pod progiem, za piecem, w mysich norach czy zakamarkach kuźni lub stajni. W nocy, gdy domownicy położyli się spać, wychodziły i przed pianiem koguta chodziły wokół obejścia, dokańczając przerwane prace domowe i strzegąc dzieci przed złymi duchami. Sporadycznie występuje motyw złych krasnoludków, szkodzących ludziom.
Podania o krasnoludkach mają prawdopodobnie pochodzenie niemieckie, polska literatura wspomina o nich po raz pierwszy na przełomie XVI i XVII wieku.

## Krasnoludek w literaturze
- Hans Christian Andersen, Krasnoludek u kupca
- Jan Brzechwa, Tańczące krasnoludki, Trzy wesołe krasnoludki
- Bracia Grimm, Królewna Śnieżka i siedmiu krasnoludków
- Maria Konopnicka, O krasnoludkach i o sierotce Marysi
- Lucyna Krzemieniecka, Z przygód krasnala Hałabały
- Maria Ewa Letki, Krasnoludek
- Marcin Przewożniak, Wielka encyklopedia krasnoludków
- Józef Kisielewski, O krasnoludku, który został zuchem, Londyn 1955 (pod pseudonimem J. Podolski).

## Polityka
Krasnoludki są też wykorzystywane w różnych krajach w polityce. W Holandii pojawiły się one w końcu lat 60. XX wieku w ramach ruchu anarchistycznego Provos, z którego wyłoniła się Partia Krasnoludków. W Polsce, w drugiej połowie lat 80. sławę zdobyły graffiti krasnoludków Pomarańczowej Alternatywy, której stały się emblematem. Graffiti te były malowane na plamach, powstałych w wyniku zamalowywania przez milicję wolnościowych i antyrządowych haseł. Malowane były w kilkunastu miastach Polski, ich liczba przekroczyła tysiąc.
Jesienią 2006 twórca Pomarańczowej Alternatywy Waldemar Fydrych utworzył Komitet Wyborczy Wyborców Gamonie i Krasnoludki, z którego startował (bez powodzenia, ale z wynikiem lepszym niż na przykład kandydat Ligi Polskich Rodzin) w wyborach samorządowych 2006 na prezydenta Warszawy. Jego komitet wyborczy wystawił także kandydatów do Rady Miasta Warszawy, ale nie udało mu się wprowadzić do Rady żadnego z nich.